# Cobra Golf
Cobra Golf es una empresa de equipamiento deportivo situada en Carlsbad, California, enfocada en palos de golf. Actualmente, pertenece a la compañía alemana PUMA.

## Historia

### Origen
Fue fundada en 1973 por Thomas L. Crow, ganador del campeonato amateur de Australia de 1961. 
En 1980, introdujo en el mercado uno de sus palos más populares, "the Baffler".
La empresa se ha especializado en el golfista de nivel aficionado, especialmente en mujeres y jugadores seniors. No sorprende, por tanto, que fuera la primera marca estadounidense en fabricar maderas e hierros de grafito, consiguiendo aligerar el peso de los palos destinado a estos segmentos.
Entre 1989 y 1993, la compañía paso de facturar 20M a 56M de dólares apoyándose en golfista reconocidos como Hale Irwin, Beth Daniel o Greg Norman. 
En 1994, los hierros King Cobra Oversized llegaron a ser los más vendidos, haciendo a la marca sinónimo de este tipo de palos. En 1996, fue comprada por American Brands Inc. (conocida más tarde como Fortune Brands) y agrupada junto con otras marcas de golf de la compañía, como Titleist, FootJoy y Pinnacle Golf, bajo el paraguas de Acushnet Company. 

### Adquisición de Puma
Puma compró a Acushnet Company la marca Cobra en 2010, consiguiendo patrocinar a los jugadores de golf con ropa, zapatos y equipamiento deportivo.
En febrero de 2014, firmó un acuerdo de patrocinio con el torneo del PGA Tour, Honda Classic. 
En noviembre de 202, Cobra Golf anunció el primer putter fabricado por impresión 3D.
Actualmente, Cobra patrocina a los jugadores del PGA Rickie Fowler, Jason Dufner y Bryson deChambeau, entre otros.